# Зубатов Сергій Васильович
Зубатов Сергій Васильович (1864–15(02).03.1917) — діяч царської політичної поліції, надвірний радник, ініціатор проекту створення підконтрольних поліції просоціалістичних організацій, т. зв. політики «поліцейського соціалізму» (див. Зубатовщина).

## Життєпис
Виходець з різночинців. На початку 1880-х рр. брав участь у діяльності нелегальних гуртків учбової молоді в Москві, 1882 був виключений з гімназії за неблагонадійність. Після першого арешту та допиту став платним агентом-провокатором, а від 13 черв. 1886 — штатним співпрацівником Московського охоронного відділення. 1889 — помічник начальника, а 1896 — начальник московської охоронки, згодом завідувач Особливого відділу департамента поліції.
За його наполяганням 1902, з санкції царського уряду, було проведено реформу органів політичного розшуку.
Від 1900, заручившись підтримкою у верхах, почав здійснювати політику «поліцейського соціалізму» в великих промислових центрах Російської імперії. У зв'язку з тим, що члени зубатовських «товариств взаємодопомоги» стали виходити з-під контролю поліції і влилися в загальну боротьбу робітничого класу, що особливо виявилося під час загального страйку на Півдні Російської Імперії 1903, уряд 19 серпня 1903 відправив Зубатова у відставку.
Під час революції 1905—1907 царський уряд пропонував йому впливові пости в МВС, однак Зубатов не погодився. В березні 1917, під час Лютневої революції 1917, в день зречення престолу імператора Миколи II наклав на себе руки.